# Branislav Fodrek
Branislav Fodrek (Pozsony, 1981. február 5. –) szlovák válogatott labdarúgó, középpályás. Korábban szerepelt a Slovan Bratislava, az Artmedia Bratislava és a Szaturn csapatában is.

## Pályafutása

### Klubcsapatokban
Pályafutását 1999-ben a Slovan Bratislava csapatában kezdte el. Öt szezonon át volt a Slovan játékosa. Legnagyobb sikere a csapattal, hogy a 2000/01-es szezont bronzérmesként zárták.  Összesen 37 alkalommal szerepelt a bajnokságban a klub játékosaként, és hat gólt ért el.
Miután a Slovan 2004-ben kiesett az első osztályból, Fodrek eligazolt a csapattól. Az új klubja az Artmedia Bratislava lett. 2005-ben a klub a Bajnokok ligája főtáblájára jutott, ahol olyan klubokkal mérkőzhetett mint a Internazionale, a Rangers és a Porto. Az Artmedia nem is vallott szégyent, hiszen harmadikként végzett a csoportjában, így az UEFA-kupa nyolcaddöntőbe jutásért folyó küzdelmeihez csatlakozott. Ott a bolgár Levszki Szofija ejtette ki őket.
2006-ban egy rövid ideig játszott az oroszországi Szaturn csapatában is.
A 2008/09-es évadban újra szerepelhetett a klub a nemzetközi kupában, ahol a BL harmadik selejtezőkörben a Juventus ellen léptek pályára. Fodrek a visszavágón egy remek ollózással vette be Gianluigi Buffon kapuját. Az olasz csapat 5–1-es összesítéssel lépett tovább a szlovák bajnokcsapaton.
Az Artmedia Bratislava csapatával két-két bajnoki címet, illetve  ezüstérmet, egy kupagyőzelmet, és két kupaezüstérmet szerzett. Összesen 110 bajnokin lépett pályára, és 27 gólt jegyzett.
2010 augusztusában egy évre a Szombathelyi Haladás csapatához szerződött. A nyár folyamán a Ferencvárosnál is járt próbajátékon.

### Válogatottban
A szlovák válogatottban 2005. november 16-án mutatkozott be, egy Spanyolország elleni világbajnoki-pótselejtezőn. Az 1–1-gyel végződő találkozón a 83. percben cserélték be. Második válogatott mérkőzését 2006. május 20-án játszotta, Belgium ellen. A barátságos meccsen a félidőben cserélték le. A végeredmény 1–1 lett.
Mérkőzései a szlovák válogatottban
| #  | Dátum              | Helyszín    | Ellenfél      | Eredmény           | Kiírás              | Esemény     |
| -- | ------------------ | ----------- | ------------- | ------------------ | ------------------- | ----------- |
| 1. | 2004. november 30. | Bangkok     | Magyarország  | 1 – 0              | King's Cup elődöntő | 80'         |
| 2. | 2004. december 2.  | Bangkok     | Thaiföld      | 1 – 1 (t.e.:5 - 4) | King's Cup döntő    | 52'         |
| 3. | 2005. november 16. | Pozsony     | Spanyolország | 1 – 1              | vb-selejtező        | 83'         |
| 4. | 2006. május 20.    | Nagyszombat | Belgium       | 1 – 1              | barátságos          | a szünetben |

## Sikerei, díjai
- Szlovák bajnokságban
  - Aranyérmes: 2004/05, 2007/08
  - Ezüstérmes: 2000/01, 2005/06, 2006/07
  - Bronzérmes: 1999/00, 2002/03
- Szlovák kupában
  - Győztes: 2008
  - Ezüstérmes: 2003, 2005, 2009
- Szlovák szuperkupában
  - Győztes: 2005

## Külső hivatkozások
- Adatlapja a hlsz.hu-n (magyarul)
- Adatlapja a national-football-teams.com-on (angolul)